# Papel de parede (informática)

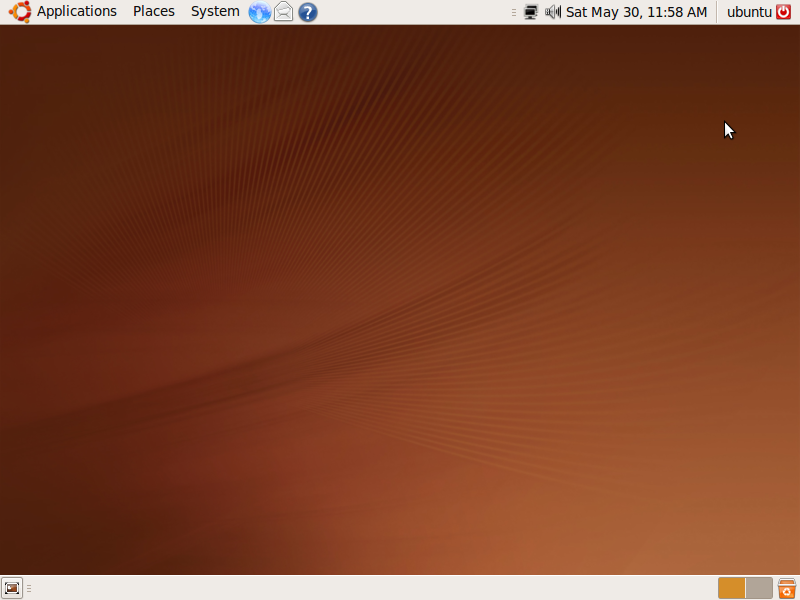
Plano de fundo (Ubuntu)

Um papel de parede, plano de fundo (no Brasil) ou padrão de fundo (em Portugal), também referido pelo termo em inglês wallpaper, é uma imagem (de qualquer natureza, desenhos, fotografias ou imagens digitais) que tem por função ilustrar e personalizar a tela principal de dispositivos eletrônicos tais como computadores, celulares/telemóveis, tablets, entre outros.
Existem vários tamanhos de papéis de parede disponíveis na internet. Esses tamanhos variam com o tamanho da área de trabalho da tela/ecrã dos computadores ou dispositivos móveis.
Os tamanhos (medidos em pixels) padronizados e mais utilizados em 2016 (altura dos dados mais recentes) eram:
- 800×600 até  1920×1440 Normal 4:3
- 1280×800 até 2560×1600 Wide
  - 852×480 até 1920×1080 HD (Alta Definição)
- 1920×1080 iPhone / 2560×1440 Galaxy S7 (smartphones de alta qualidade)
- 1280×720 Galaxy J5 e Moto G4 Play (smartphones intermediários)